# Jørgen Ravn
Jørgen Ravn (3. juni 1940 - 4. juni 2015) var en dansk fodboldspiller, der i begyndelsen af 1960'erne var en central spiller for KB, idet han både i klubbens mesterskabsår 1961 samt i 1964 var holdets topscorer med henholdsvis 26 og 21 mål. Han blev i begyndelsen af 1965 professionel i skotske Aberdeen, hvor han spillede halvandet år, inden han vendte tilbage til København. Efter datidens regler havde han karantæne i to år, inden han igen kunne spille amatørfodbold, som han genoptog i KB. I alt spillede han 161 kampe for KB.
Ravn fik ti kampe på Danmarks U/21-fodboldlandshold og scorede fem mål, men han fik kun en enkelt seniorlandskamp på B-holdet, idet den tids store centerforward, Ole Madsen fra HIK, var det sikre valg på den plads på A-landsholdet, som Ravn bejlede til.
I det civile liv arbejdede Jørgen Ravn i mere end 25 år på Tuborg.